# Nati nel 2001/Gennaio
| Questa pagina contiene informazioni ricavate automaticamente dalle voci biografiche con l'ausilio del template Bio e di un bot. L'aggiornamento è periodico e automatico e ricostruisce completamente la pagina. Se manca una persona in questa lista, sei pregato di non aggiungerla, ma accertati piuttosto che la sua voce biografica contenga il template Bio e che i dati anagrafici siano correttamente compilati. Se il template Bio manca, inseriscilo tu stesso o, in alternativa, metti l'avviso {{tmp\|Bio}} che ne segnala la mancanza. Se i dati riportati sono sbagliati, correggi direttamente la voce biografica; le modifiche saranno visibili in questa lista entro pochi giorni. Per chiarimenti vedi il progetto biografie. La lista contiene solo le 371 persone che sono citate nell'enciclopedia e per le quali è stato implementato correttamente il template Bio. Pagina aggiornata al 18 ago 2025. |

- 1º gennaio - Osama Faisal, calciatore egiziano
- 1º gennaio - Meltem Akçöl, attrice turca
- 1º gennaio - Kairou Amoustapha, calciatore nigerino
- 1º gennaio - Əşrəf Aşirov, lottatore azero
- 1º gennaio - Tobias Buck-Gramcko, pistard e ciclista su strada tedesco
- 1º gennaio - Cakal, rapper turco
- 1º gennaio - Ersin Destanoğlu, calciatore turco
- 1º gennaio - Ahmed Eid, calciatore egiziano
- 1º gennaio - Muhammed Gümüşkaya, calciatore turco
- 1º gennaio - Yasser Larouci, calciatore algerino
- 1º gennaio - Conor Noß, calciatore irlandese
- 1º gennaio - Júnior Paredes, calciatore venezuelano
- 1º gennaio - Angourie Rice, attrice australiana
- 1º gennaio - Randolph Ross, velocista statunitense
- 1º gennaio - Gianluigi Sueva, calciatore italiano
- 1º gennaio - Ömercan İlyasoğlu, cestista turco
- 2 gennaio - Pablo Castrillo, ciclista su strada spagnolo
- 2 gennaio - Julija Eŭčyk, ginnasta bielorussa
- 2 gennaio - Damián Fernández, calciatore argentino
- 2 gennaio - Wakaba Higuchi, pattinatrice artistica su ghiaccio giapponese
- 2 gennaio - Kerr Kriisa, cestista estone
- 2 gennaio - Formose Mendy, calciatore senegalese
- 2 gennaio - Mateusz Młyński, calciatore polacco
- 2 gennaio - Luiz Henrique, calciatore brasiliano
- 2 gennaio - Prabhsukhan Singh Gill, calciatore indiano
- 3 gennaio - Saminu Abdullahi, calciatore nigeriano
- 3 gennaio - Sebastian Aigner, calciatore austriaco
- 3 gennaio - Britany Anderson, ostacolista giamaicana
- 3 gennaio - Deni Avdija, cestista israeliano
- 3 gennaio - Tuure Boelius, cantante, attore e youtuber finlandese
- 3 gennaio - Léo Borges, calciatore brasiliano
- 3 gennaio - Elena Carraro, ostacolista italiana
- 3 gennaio - Yū Hirakawa, calciatore giapponese
- 3 gennaio - Mikkel Kaufmann, calciatore danese
- 3 gennaio - Florián Monzón, calciatore argentino
- 3 gennaio - Harald Nilsen Tangen, calciatore norvegese
- 3 gennaio - Yassin Oukili, calciatore olandese
- 3 gennaio - Jaime Pradilla, cestista spagnolo
- 3 gennaio - Lucas Ramos, calciatore brasiliano
- 3 gennaio - Simon Talacci, sciatore alpino italiano
- 4 gennaio - Alia Issa, atleta paralimpica siriana
- 4 gennaio - Odilon Kossounou, calciatore ivoriano
- 4 gennaio - Bryska, cantante polacca
- 4 gennaio - Aziz Ouattara Mohammed, calciatore ivoriano
- 4 gennaio - Gonzalo Germán Pérez Corbalán, calciatore uruguaiano
- 4 gennaio - Veronika Stepanova, fondista russa
- 4 gennaio - Malik Washington, giocatore di football americano statunitense
- 4 gennaio - Ally Wollaston, pistard e ciclista su strada neozelandese
- 4 gennaio - Lola Young, cantautrice britannica
- 5 gennaio - Marley Aké, calciatore francese
- 5 gennaio - Xavier Amaechi, calciatore inglese
- 5 gennaio - Arvin Appiah, calciatore inglese
- 5 gennaio - Tomás Cavanagh, calciatore argentino
- 5 gennaio - Žana Ciglič, ex sciatrice alpina slovena
- 5 gennaio - David Costa, calciatore portoghese
- 5 gennaio - Nathan Gassama, calciatore francese
- 5 gennaio - Yann Gboho, calciatore ivoriano
- 5 gennaio - Tilde Johansson, lunghista e ostacolista svedese
- 5 gennaio - Danil Kazancev, calciatore russo
- 5 gennaio - Stefani Kirjakova, ginnasta bulgara
- 5 gennaio - MarShawn Lloyd, giocatore di football americano statunitense
- 5 gennaio - Dariush Lotfi, tuffatore britannico
- 5 gennaio - Jordi Martín, calciatore spagnolo
- 5 gennaio - Mark McGuinness, calciatore irlandese
- 5 gennaio - Mychajlo Mudryk, calciatore ucraino
- 5 gennaio - Martin Novaković, calciatore serbo
- 5 gennaio - Jorge Prado García, pilota motociclistico spagnolo
- 5 gennaio - Dannovi Quiñones, calciatore colombiano
- 5 gennaio - Ammar Ramadan, calciatore siriano
- 5 gennaio - Wan'Dale Robinson, giocatore di football americano statunitense
- 5 gennaio - Ellis Simms, calciatore inglese
- 5 gennaio - Rein Smit, calciatore olandese
- 5 gennaio - Henry To'oTo'o, giocatore di football americano samoano americano
- 5 gennaio - Mootez Zaddem, calciatore tunisino
- 6 gennaio - Henri Alamikkotervo, giocatore di calcio a 5 finlandese
- 6 gennaio - Karrar Al-Mukhtar, calciatore iracheno
- 6 gennaio - Bafodé Diakité, calciatore francese
- 6 gennaio - Neja Dvornik, sciatrice alpina slovena
- 6 gennaio - Amarjit Singh Kiyam, calciatore indiano
- 6 gennaio - Kenyon Martin, cestista statunitense
- 6 gennaio - Owen Otasowie, calciatore statunitense
- 6 gennaio - Darien Porter, giocatore di football americano statunitense
- 7 gennaio - Makan Aïko, calciatore francese
- 7 gennaio - Ecaterina Cernat, mezzofondista moldava
- 7 gennaio - Serafim Cojocari, calciatore moldavo
- 7 gennaio - Dennis Foggia, pilota motociclistico italiano
- 7 gennaio - Joan-Benjamin Gaba, judoka francese
- 7 gennaio - Anamarija Galić, pallavolista austriaca
- 7 gennaio - Bernard Karrica, calciatore albanese
- 7 gennaio - Francesco Passaro, tennista italiano
- 7 gennaio - Francesca Sgorbini, rugbista a 15 italiana
- 7 gennaio - Morgan Whittaker, calciatore inglese
- 7 gennaio - Daniil Černjakov, calciatore russo
- 8 gennaio - Juan David Cabal, calciatore colombiano
- 8 gennaio - Zach Charbonnet, giocatore di football americano statunitense
- 8 gennaio - Rober, calciatore spagnolo
- 8 gennaio - Amber Igiede, pallavolista statunitense
- 8 gennaio - Madison Kubik, pallavolista statunitense
- 8 gennaio - Jon Pacheco, calciatore spagnolo
- 8 gennaio - Kaash Paige, cantante e rapper statunitense
- 8 gennaio - Dori Sahar, cestista israeliano
- 8 gennaio - Lena Schilling, politica e attivista austriaca
- 8 gennaio - Kryspin Szcześniak, calciatore polacco
- 8 gennaio - Mohammadsina Vahedi, cestista iraniano
- 8 gennaio - Yorbe Vertessen, calciatore belga
- 9 gennaio - Kristoffer Askildsen, calciatore norvegese
- 9 gennaio - Tyler Burey, calciatore inglese
- 9 gennaio - Diego Collado, calciatore spagnolo
- 9 gennaio - Zia Cooke, cestista statunitense
- 9 gennaio - Maria Farrugia, calciatrice maltese
- 9 gennaio - Eric García, calciatore spagnolo
- 9 gennaio - Rodrygo Goes, calciatore brasiliano
- 9 gennaio - Jackson LaCombe, hockeista su ghiaccio statunitense
- 9 gennaio - Noelle Malkamaki, atleta paralimpica statunitense
- 9 gennaio - Antonio Marin, calciatore croato
- 9 gennaio - Anis Mehmeti, calciatore inglese
- 9 gennaio - Zeke Nnaji, cestista statunitense
- 9 gennaio - Victoria Palla, sciatrice alpina britannica
- 9 gennaio - Will Reichard, giocatore di football americano statunitense
- 9 gennaio - Christian Witzig, calciatore svizzero
- 9 gennaio - Joran Wyseure, ciclocrossista e ciclista su strada belga
- 9 gennaio - Igor' Školik, calciatore russo
- 10 gennaio - Santi Aldama, cestista spagnolo
- 10 gennaio - Abdul Awudu, calciatore ghanese
- 10 gennaio - Ján Bernát, calciatore slovacco
- 10 gennaio - Tre Tomlinson, giocatore di football americano samoano americano
- 10 gennaio - Ali Khalife, giocatore di football americano tedesco
- 10 gennaio - Bub Means, giocatore di football americano statunitense
- 10 gennaio - Shota Nonikashvili, calciatore georgiano
- 10 gennaio - Arnau Puigmal, calciatore spagnolo
- 10 gennaio - Frida Westman, saltatrice con gli sci svedese
- 10 gennaio - Fabián Ángel, calciatore colombiano
- 11 gennaio - Elissa Alcántara, pallavolista portoricana
- 11 gennaio - Turan Bayramov, lottatore azero
- 11 gennaio - Trae Coyle, calciatore inglese
- 11 gennaio - Tommy Eichenberg, giocatore di football americano statunitense
- 11 gennaio - Jalen Graham, giocatore di football americano statunitense
- 11 gennaio - Bogdan Jočić, calciatore serbo
- 11 gennaio - Mauro Villar, calciatore argentino
- 12 gennaio - Matías Castagno Úbeda, giocatore di football americano spagnolo
- 12 gennaio - Ibrohim Ibrohimov, calciatore uzbeko
- 12 gennaio - Anastasija Il'jankova, ginnasta russa
- 12 gennaio - Sam LaPorta, giocatore di football americano statunitense
- 12 gennaio - Romée Leuchter, calciatrice olandese
- 12 gennaio - Lassina Franck Traoré, calciatore burkinabé
- 12 gennaio - Krittapak Udompanich, attore thailandese
- 12 gennaio - Ebba Årsjö, sciatrice alpina svedese
- 13 gennaio - Monsef Bakrar, calciatore algerino
- 13 gennaio - Deonte Banks, giocatore di football americano statunitense
- 13 gennaio - Anastasia Blayvas, lottatrice tedesca
- 13 gennaio - Emmanuel Forbes, giocatore di football americano statunitense
- 13 gennaio - Carlotta Gilli, nuotatrice italiana
- 13 gennaio - Sataoa Laumea, giocatore di football americano statunitense
- 13 gennaio - Barra Njie, cestista svedese
- 13 gennaio - Sambou Soumano, calciatore senegalese
- 13 gennaio - Benjamin Østvold, saltatore con gli sci norvegese
- 14 gennaio - Albin Berisha, calciatore kosovaro
- 14 gennaio - Myron Boadu, calciatore olandese
- 14 gennaio - Altin Bytyçi, calciatore kosovaro
- 14 gennaio - Andreas Chrysostomou, calciatore cipriota
- 14 gennaio - Cora Jade, wrestler statunitense
- 14 gennaio - Yrick Gallantes, calciatore filippino
- 14 gennaio - Pierre-Pascal Keup, ciclista su strada e pistard tedesco
- 14 gennaio - William Blume Levy, ciclista su strada e pistard danese
- 14 gennaio - Pablo Minissale, calciatore argentino
- 14 gennaio - Valentin Paret-Peintre, ciclista su strada francese
- 14 gennaio - Luiz Júnior, calciatore brasiliano
- 14 gennaio - Anssi Suhonen, calciatore finlandese
- 14 gennaio - Il'ja Vachanija, calciatore russo
- 14 gennaio - Nihad Muhammad, calciatore iracheno
- 15 gennaio - Alexandra Agiurgiuculese, ginnasta rumena
- 15 gennaio - Francisc Cristea, calciatore rumeno
- 15 gennaio - Bandiougou Fadiga, calciatore francese
- 15 gennaio - Golden Mafwenta, calciatore zambiano
- 15 gennaio - Ken Matsui, lottatore giapponese
- 15 gennaio - Iván Morante, calciatore spagnolo
- 15 gennaio - Boštjan Murn, ex ciclista su strada e pistard sloveno
- 15 gennaio - Mathias Ross, calciatore danese
- 15 gennaio - Nazareno Sasia, pesista e discobolo argentino
- 15 gennaio - Đỗ Thị Ánh Nguyệt, arciera vietnamita
- 16 gennaio - Maurice Ballerstedt, ciclista su strada tedesco
- 16 gennaio - Oz Bilu, calciatore israeliano
- 16 gennaio - Danielle Etienne, calciatrice haitiana
- 16 gennaio - Christian Harris, giocatore di football americano statunitense
- 16 gennaio - Thomas Nemouthe, calciatore francese
- 16 gennaio - David Ochoa, calciatore messicano
- 16 gennaio - Agustín Sández, calciatore argentino
- 16 gennaio - Facundo Taborda, calciatore argentino
- 16 gennaio - Amir Hossein Zare, lottatore iraniano
- 17 gennaio - Rithvik Choudary Bollipalli, tennista indiano
- 17 gennaio - Lautaro Chávez, calciatore argentino
- 17 gennaio - Enzo Fernández, calciatore argentino
- 17 gennaio - Kamal Hadden, giocatore di football americano statunitense
- 17 gennaio - Francesca Imprezzabile, calciatrice italiana
- 17 gennaio - Ismaël Kamagate, cestista francese
- 17 gennaio - Shumpei Naruse, calciatore giapponese
- 17 gennaio - Lorenzo Querci, cestista italiano
- 17 gennaio - Javon Solomon, giocatore di football americano statunitense
- 18 gennaio - Matsuri Arai, tuffatrice giapponese
- 18 gennaio - Fabrizio Correa, calciatore uruguaiano
- 18 gennaio - Munashe Garananga, calciatore zimbabwese
- 18 gennaio - Bryan García, calciatore ecuadoriano
- 18 gennaio - Łukasz Łakomy, calciatore polacco
- 18 gennaio - Felix Mambimbi, calciatore svizzero
- 18 gennaio - Merveille Papela, calciatore tedesco
- 18 gennaio - Maksim Petrov, calciatore russo
- 18 gennaio - Daniel Phillips, calciatore inglese
- 18 gennaio - Nolan Smith, giocatore di football americano statunitense
- 18 gennaio - Karol Struski, calciatore polacco
- 18 gennaio - Bálint Szabó, calciatore ungherese
- 19 gennaio - Vitor Leque, calciatore brasiliano
- 19 gennaio - Emma Clothier, pallavolista statunitense
- 19 gennaio - Lamine Diaby-Fadiga, calciatore francese
- 19 gennaio - Anže Gartner, sciatore alpino sloveno
- 19 gennaio - Antoine Huby, ciclocrossista e ciclista su strada francese
- 19 gennaio - Kai Jones, cestista bahamense
- 19 gennaio - Matthis Riou, calciatore francese
- 19 gennaio - Karisma Evi Tiarani, atleta paralimpica indonesiana
- 19 gennaio - Alex Timossi Andersson, calciatore svedese
- 19 gennaio - Elif Şahin, pallavolista turca
- 20 gennaio - Hugo Benitez, cestista francese
- 20 gennaio - Sonny Carey, calciatore inglese
- 20 gennaio - Brooks Curry, nuotatore statunitense
- 20 gennaio - Cheikh Diamanka, calciatore senegalese
- 20 gennaio - Amar Memić, calciatore bosniaco
- 20 gennaio - Hirut Meshesha, mezzofondista etiope
- 20 gennaio - Dadrion Taylor-Demerson, giocatore di football americano statunitense
- 20 gennaio - Lucas Freitas, calciatore brasiliano
- 20 gennaio - Cem Üstündag, calciatore austriaco
- 21 gennaio - Il'ja Agapov, calciatore russo
- 21 gennaio - Mason Briggs, pallavolista statunitense
- 21 gennaio - Jackson Brundage, attore statunitense
- 21 gennaio - Jonas Buer, sciatore alpino norvegese
- 21 gennaio - Haley Cunningham, sciatrice alpina canadese
- 21 gennaio - Pedro Malheiro, calciatore portoghese
- 21 gennaio - Griff, cantante britannica
- 21 gennaio - Víctor Mollejo, calciatore spagnolo
- 21 gennaio - Timofej Skatov, tennista russo
- 21 gennaio - Anastasija Tichonova, tennista russa
- 22 gennaio - Félix Correia, calciatore portoghese
- 22 gennaio - Magdalena Egger, sciatrice alpina austriaca
- 22 gennaio - El Mehdi El Moubarik, calciatore marocchino
- 22 gennaio - Strahinja Eraković, calciatore serbo
- 22 gennaio - Riccardo Ferrara, pesista italiano
- 22 gennaio - Mychajlo Kochan, martellista ucraino
- 22 gennaio - Gustavo Maia, calciatore brasiliano
- 22 gennaio - Sjoeke Nüsken, calciatrice tedesca
- 22 gennaio - Ashley Owusu, cestista statunitense
- 22 gennaio - Jules Pommery, lunghista francese
- 22 gennaio - Jayde Riviere, calciatrice canadese
- 23 gennaio - Agustín Alonso, calciatore argentino
- 23 gennaio - Charalampos Andreopoulos, pallavolista greco
- 23 gennaio - Anna Basta, ex ginnasta italiana
- 23 gennaio - Valeria Battista, pallavolista italiana
- 23 gennaio - Federica Botter, giavellottista italiana
- 23 gennaio - Ousmane Camara, calciatore guineano
- 23 gennaio - Olga Danilović, tennista serba
- 23 gennaio - Jasper Dejaegher, ciclista su strada e ciclocrossista belga
- 23 gennaio - Kevin Ehlers, calciatore tedesco
- 23 gennaio - Marine Fauthoux, cestista francese
- 23 gennaio - Lideatrick Griffin, giocatore di football americano statunitense
- 23 gennaio - Jonathan Hernández, giocatore di calcio a 5 cubano
- 23 gennaio - Tarik Ibrahimagic, calciatore danese
- 23 gennaio - Agnes Jebet Ngetich, mezzofondista keniota
- 23 gennaio - Leo Kokubo, calciatore giapponese
- 23 gennaio - Lucas Lourenço, calciatore brasiliano
- 23 gennaio - Adnard Mehmeti, calciatore kosovaro
- 23 gennaio - Jackson Mitchell, giocatore di football americano statunitense
- 23 gennaio - Stefan Skrbo, calciatore austriaco
- 23 gennaio - Edvard Tagseth, calciatore norvegese
- 23 gennaio - Nicol Voronkov, ginnasta israeliana
- 23 gennaio - Stipe Vulikić, calciatore croato
- 23 gennaio - Juninho, calciatore brasiliano
- 23 gennaio - Dragana Živković, cestista montenegrina
- 24 gennaio - Hunter Armstrong, nuotatore statunitense
- 24 gennaio - Ever Cancel, pallavolista portoricano
- 24 gennaio - Edoardo Colombo, calciatore sammarinese
- 24 gennaio - Narender Gahlot, calciatore indiano
- 24 gennaio - Rakim Jarrett, giocatore di football americano statunitense
- 24 gennaio - Jammie Robinson, giocatore di football americano statunitense
- 24 gennaio - Matthias Seidl, calciatore austriaco
- 24 gennaio - João Cesco, calciatore brasiliano
- 25 gennaio - Simon Asta, calciatore tedesco
- 25 gennaio - Elisabetta Cocciaretto, tennista italiana
- 25 gennaio - Cristian Devenish, calciatore colombiano
- 25 gennaio - Nikolaos Dosis, calciatore svedese
- 25 gennaio - Cassidy Gray, sciatrice alpina canadese
- 25 gennaio - Oliver Knight, ciclista su strada britannico
- 25 gennaio - Filip Lichý, calciatore slovacco
- 25 gennaio - Paul Lion, giocatore di football americano tedesco
- 25 gennaio - Jovan Manev, calciatore macedone
- 25 gennaio - Luca Moro, calciatore italiano
- 25 gennaio - Michela Pace, cantante maltese
- 25 gennaio - Julimar, calciatore brasiliano
- 25 gennaio - Nikola Soldo, calciatore croato
- 25 gennaio - Federico Toscano, sciatore alpino svizzero
- 25 gennaio - Terry Yegbe, calciatore ghanese
- 25 gennaio - Merouane Zerrouki, calciatore algerino
- 25 gennaio - Angelina Škatova, ginnasta russa
- 26 gennaio - Ojārs Bērziņš, cestista lettone
- 26 gennaio - Geny Catamo, calciatore mozambicano
- 26 gennaio - Matt Goncalves, giocatore di football americano statunitense
- 26 gennaio - Giovanni Manu, giocatore di football americano tongano
- 26 gennaio - Ai Ogura, pilota motociclistico giapponese
- 26 gennaio - Isaac Okoro, cestista statunitense
- 26 gennaio - Žiga Samar, cestista sloveno
- 26 gennaio - Mattéo Vercher, ciclista su strada e ciclocrossista francese
- 27 gennaio - Thomas Ceccon, nuotatore italiano
- 27 gennaio - Fan Zhengyi, giocatore di snooker cinese
- 27 gennaio - Tat'jana Gajdaj, nuotatrice artistica russa
- 27 gennaio - Javier George, calciatore guyanese
- 27 gennaio - Charbel Gomez, calciatore beninese
- 27 gennaio - Konrad Gruszkowski, calciatore polacco
- 27 gennaio - Marina Markova, pallavolista russa
- 27 gennaio - Patrizio Masini, calciatore italiano
- 27 gennaio - Eva Navarro, calciatrice spagnola
- 27 gennaio - Alexandru Oroian, calciatore rumeno
- 27 gennaio - Roberto Piccoli, calciatore italiano
- 27 gennaio - Martin Tjøtta, ciclista su strada norvegese
- 27 gennaio - Dominika Włodarczyk, ciclista su strada e ciclocrossista polacca
- 27 gennaio - Cade York, giocatore di football americano statunitense
- 28 gennaio - Phoebe Bacon, nuotatrice statunitense
- 28 gennaio - Katharine Berkoff, nuotatrice statunitense
- 28 gennaio - Tarik Biberović, cestista bosniaco
- 28 gennaio - Joaquín Blázquez, calciatore argentino
- 28 gennaio - Lorenzo Cannone, rugbista a 15 italiano
- 28 gennaio - Marc Lamti, ex calciatore tunisino
- 28 gennaio - Dennick Luke, velocista, mezzofondista e ostacolista dominicense
- 28 gennaio - Roberto Molina, calciatore salvadoregno
- 28 gennaio - Gabriela Orvošová, pallavolista ceca
- 28 gennaio - Ismael Saibari, calciatore marocchino
- 28 gennaio - Marvin Senaya, calciatore francese
- 28 gennaio - Anton Smirnov, scacchista australiano
- 28 gennaio - Mauro Valiente, calciatore argentino
- 28 gennaio - Isaiah Wong, cestista statunitense
- 29 gennaio - Zaid Tahseen, calciatore iracheno
- 29 gennaio - Lameck Banda, calciatore zambiano
- 29 gennaio - Dawid Brzozowski, giocatore di football americano polacco
- 29 gennaio - Arthur Chaves, calciatore brasiliano
- 29 gennaio - Mekides Abebe, siepista etiope
- 29 gennaio - András Huszti, calciatore ungherese
- 29 gennaio - Jeremías James, calciatore argentino
- 29 gennaio - Tove Kohala, slittinista svedese
- 29 gennaio - Serginho, calciatore portoghese
- 29 gennaio - Xavier Legette, giocatore di football americano statunitense
- 30 gennaio - Curtis Jones, calciatore inglese
- 30 gennaio - Kirill Klimov, calciatore russo
- 30 gennaio - Li Jinyu, pattinatrice di short track cinese
- 30 gennaio - Benjamin Markuš, calciatore sloveno
- 30 gennaio - Dhoraso Klas, calciatore surinamese
- 30 gennaio - Matthäus Taferner, calciatore austriaco
- 30 gennaio - Trey Taylor, giocatore di football americano statunitense
- 30 gennaio - Bobby Thomas, calciatore inglese
- 30 gennaio - Mathías Tomás, calciatore uruguaiano
- 30 gennaio - Alice Tubello, tennista francese
- 30 gennaio - Li Xiuchen, sincronetta cinese
- 30 gennaio - Vinicius Zanocelo, calciatore brasiliano
- 30 gennaio - Nicol Zelikman, ginnasta israeliana
- 31 gennaio - Pedro Henrique, calciatore brasiliano
- 31 gennaio - Eduardo Anderson, calciatore panamense
- 31 gennaio - Rafael Bandeira, calciatore portoghese
- 31 gennaio - Dominik Cipf, calciatore ungherese
- 31 gennaio - Michaela Gosselin, sciatrice alpina canadese
- 31 gennaio - Damian Isac, calciatore rumeno
- 31 gennaio - Roschon Johnson, giocatore di football americano statunitense
- 31 gennaio - Grace Kazadi, calciatrice francese
- 31 gennaio - Bautista Lugarini, cestista argentino
- 31 gennaio - Efrem Mekonnen, mezzofondista etiope
- 31 gennaio - Adam Siao Him Fa, pattinatore artistico su ghiaccio francese
- 31 gennaio - Ahed Tamimi, attivista palestinese
- 31 gennaio - Egor Teslenko, calciatore russo